# Funt nowofundlandzki
Funt nowofundlandzki – waluta używana w kolonii Nowej Fundlandii w okresie przed 1865 rokiem, jako poprzednik dolara nowofundlandzkiego. Dzielił się na 20 szylingów, z których każdy na 20 pensów.
Funt nowofundlandzki był wartościowo równy funtowi brytyjskiemu, w efekcie w kolonii funkcjonowały w obiegu zarówno monety i banknoty miejscowe oraz brytyjskie. W 1865 roku dokonano wymiany miejscowego funta na dolara nowofundlandzkiego po kursie 1 dolar = 4 szylingi i 2 pensy.